# Podmaniczky Ágnes
Podmaniczky Ágnes (Budapest, 1983. október 13. –) magyar festőművész. A történelmi Podmaniczky család tagja.

## Életpályája
Jelenleg Budapesten, illetve a Dunakanyarban él.
Diplomáját 2008-ban szerezte a Magyar Képzőművészeti Egyetemen. A Fiatal Képzőművészek Stúdiójának 2008 óta tagja. Számos rangos hazai és külföldi kiállításon vett részt. Munkái több köz- és magángyűjteményben szerepel.

## Kiállításai

### 2010
- LÉTRA volt a jelem, VILTIN Galéria Budapest (egyéni)
- Premio Lissone, Lissone /MILANO, Olaszország (nemzetközi csoportos)
- VOLVO, Volvo Galéria Budapest (egyéni)
- LA COSTA, Polis Caffe Culturale – hybrid art&café, Budapest (egyéni)
- ART-HOCKEY Papp László Sport ARÉNA, Budapest – Pannon Hokigála (egyéni)
- Roland Berger, Budapest, (egyéni)

### 2009
- Re-Kreáció, Pomáz, egyéni kiállítás
- országos tárlat, Hódmezővásárhely
- In memoriam Csontváry, Tatabánya
- FRISS, Kogart ház, Budapest
- Paletták, Károlyi kastély, Fehérvárcsurgó
- Átlövés, Viltin Galéria, Budapest
- Ambient, Ericsson Galéria, Budapest, egyéni kiállítás
- A rendszerváltás 20 éve, vándorkiállítás

Friss Galéria, Budapest; Collegium Hungaricum, Berlin; Első Magyar Látványtár, Diszel;
Magyar Intézet, Párizs; Collegium Hungaricum, Bécs;
- Keve Galéria, Ráckeve, egyéni kiállítás
- A repülés szelleme, Színhely Galéria, Budapest
- Kútvölgyi kórház, Budapest
- Recruit, Stúdió Galéria, Budapest

### 2008
- Feszítsd ki!, Viltin Galéria, Budapest
- Kortárs Művészeti Gyűjtemény válogatása, Kogart ház, Budapest
- LMSZT, Régi Művésztelepi Galéria, Szentendre
- Műteremkiállítás, Symposium Alapítvány, Budapest
- Diplomakiállítás, Keve Galéria, Ráckeve
- Diplomakiállítás, Stereo Galéria, Budapest
- Propos d’Europe 7.1.,Károlyi Alapítvány, Fehérvárcsurgó
- Kútvölgyi kórház, Budapest
- Diplomakiállítás, MKE, Barcsay terem Budapest
- Propos d’Europe 7.0., La Fondation Hippocrene, Párizs
- Kép a képben; Várfok Galéria, Budapest
- BAE Friss 2008, Művészetmalom, Szentendre
- TTT; Spiritusz Galéria, Budapest

### 2007
- E-on pályázat; Roosevelt Székház, Budapest
- Remake; Egy kiállítás új képei; Ludwig Múzeum Budapest
- Jó borok társaságában, Apropódium, Budapest
- Mézédes élet, Apropódium, Budapest
- MICVE, Mucius galéria, Budapest
- Abszolút fal, IX. Performance fesztivál; Művészetmalom
- KOMP, Vajda Lajos Stúdió, Szentendre
- Tűztate, Budapest
- 60 éves a Ferrari, Torino, Olaszország
- 60 éves a Ferrari, Maranello, Olaszország
- Áthatások, Ericsson Képzőművészeti Galéria, Budapest
- Olasz Intézet, Budapest
- Magyar Képzőművészeti Egyetem (Amadeus pályázat, Fundamenta), Budapest
- Közlekedési Múzeum, Budapest

### 2006
- Ericsson Képzőművészeti Galéria, Budapest
- Magyar Képzőművészeti Egyetem (Amadeus pályázat, Fundamenta), Budapest
- Szabadság/Forradalom – ruhafestmények, performansz, Mozaik Összművészeti Fesztivál, Dunaújváros

## Díjak
- Keve (MAOE) Diplomadíj (2008)
- Corvina Alapítvány Diplomadíj (2008)
- Lakáskassza, Fundamenta díj (2006, 2008)
- E-on, Tiszta Energia, III. díj (2007)